# Fed Cup 2015
Fed Cup 2015, oficiálně se jménem sponzora Fed Cup by BNP Paribas 2015, byl 53. ročník ženské tenisové týmové soutěže ve Fed Cupu, největší každoročně pořádané kolektivní události v ženském sportu. Los se uskutečnil 6. června 2014 ve francouzské metropoli Paříži. Ročníku se účastnilo 99 družstev.
První kolo Světové skupiny se uskutečnilo mezi 7. a 8. únorem a semifinále se odehrálo 18. a 19. dubna. Finále se konalo 14. a 15. listopadu 2015 podruhé za sebou v pražské O2 areně. Češky v ní přivítaly čtyřnásobné šampionky soutěže z Ruské federace.
Obhájkyněmi titulu z předešlého ročníku 2014 byly hráčky České republiky, které v pražském finále zdolaly Rusko poměrem 3:2 na zápasy a připsaly si čtvrtou trofej za uplynulých pět let.
Ročníku 2015 se účastnilo 357 tenistek, všech nominovaných hráček. Návštěvnost obou dní finále činila 10 850 diváků, což přispělo k nejvyšší úhrnné návštěvnosti historie soutěže 145 000 osob. Nejvyšší hodnoty pak dosáhl zápas 1. kola světové skupiny mezi Polskem a Ruskem v Krakově, kde měla aréna kapacitu patnáct tisíc osob. Fed Cup se odehrál ve dvaceti státech světa. Z elitní třicítky singlového žebříčku WTA se zapojilo dvacet sedm tenistek. Čtyřicet jedna držitelů televizních práv přenášelo přenosy do 139 teritorií. Oficiální web zaznamenal rekord v počtu jedinečných přístupů, když jej během ročníku navštívilo na 900 tisíc diváků a finále sledovalo téměř 175 tisíc z nich, což znamenalo meziroční nárůst o více než 50 %.

## Světová skupina

### Účastníci
| Účastníci | Účastníci | Účastníci | Účastníci |
| Austrálie | Kanada    | Česko     | Francie   |
| Itálie    | Německo   | Polsko    | Rusko     |
| --------- | --------- | --------- | --------- |

#### Nasazené týmy
1. Česko (vítěz)
2. Německo (semifinále)
3. Itálie (1. kolo)
4. ' Rusko (finále)

### Pavouk
|  | Čtvrtfinále 7.–8. února          | Čtvrtfinále 7.–8. února          | Čtvrtfinále 7.–8. února          |                                  |                              | Semifinále 18.–19. dubna     | Semifinále 18.–19. dubna     | Semifinále 18.–19. dubna     |                              |                              | Finále 14.–15. listopadu   | Finále 14.–15. listopadu   | Finále 14.–15. listopadu   |                            |                            |
|  |                                  |                                  |                                  |                                  |                              |                              |                              |                              |                              |                              |                            |                            |                            |                            |                            |
|  | Québec, Kanada (tvrdý, hala)     |                                  |                                  |                                  |                              |                              |                              |                              |                              |                              |                            |                            |                            |                            |                            |
|  | 1                                | Česko                            | 4                                |                                  |                              |                              |                              |                              |                              |                              |                            |                            |                            |                            |                            |
|  |                                  | Kanada                           | 0                                |                                  |                              | Ostrava, Česko (tvrdý, hala) | Ostrava, Česko (tvrdý, hala) | Ostrava, Česko (tvrdý, hala) | Ostrava, Česko (tvrdý, hala) | Ostrava, Česko (tvrdý, hala) |                            |                            |                            |                            |                            |
|  |                                  |                                  |                                  |                                  | 1                            | Česko                        | 3                            |                              |                              |                              |                            |                            |                            |                            |                            |
|  | Janov, Itálie (antuka, hala)     | Janov, Itálie (antuka, hala)     | Janov, Itálie (antuka, hala)     | Janov, Itálie (antuka, hala)     |                              |                              | Francie                      | 1                            |                              |                              |                            |                            |                            |                            |                            |
|  | 3                                | Itálie                           | 2                                |                                  |                              |                              |                              |                              |                              |                              |                            |                            |                            |                            |                            |
|  |                                  | Francie                          | 3                                |                                  |                              |                              |                              |                              |                              |                              | Praha, Česko (tvrdý, hala) | Praha, Česko (tvrdý, hala) | Praha, Česko (tvrdý, hala) | Praha, Česko (tvrdý, hala) | Praha, Česko (tvrdý, hala) |
|  |                                  |                                  |                                  |                                  |                              |                              |                              |                              |                              |                              | 1                          | Česko                      | 3                          |                            |                            |
|  | Krakov, Polsko (tvrdý, hala)     | Krakov, Polsko (tvrdý, hala)     | Krakov, Polsko (tvrdý, hala)     | Krakov, Polsko (tvrdý, hala)     | Krakov, Polsko (tvrdý, hala) |                              |                              |                              |                              |                              | 4                          | Rusko                      | 2                          |                            |                            |
|  |                                  | Polsko                           | 0                                |                                  |                              |                              |                              |                              |                              |                              |                            |                            |                            |                            |                            |
|  | 4                                | Rusko                            | 4                                |                                  |                              | Soči, Rusko (antuka, hala)   | Soči, Rusko (antuka, hala)   | Soči, Rusko (antuka, hala)   | Soči, Rusko (antuka, hala)   | Soči, Rusko (antuka, hala)   |                            |                            |                            |                            |                            |
|  |                                  |                                  |                                  |                                  | 4                            | Rusko                        | 3                            |                              |                              |                              |                            |                            |                            |                            |                            |
|  | Stuttgart, Německo (tvrdý, hala) | Stuttgart, Německo (tvrdý, hala) | Stuttgart, Německo (tvrdý, hala) | Stuttgart, Německo (tvrdý, hala) |                              | 2                            | Německo                      | 2                            |                              |                              |                            |                            |                            |                            |                            |
|  | 2                                | Německo                          | 4                                |                                  |                              |                              |                              |                              |                              |                              |                            |                            |                            |                            |                            |
|  |                                  | Austrálie                        | 1                                |                                  |                              |                              |                              |                              |                              |                              |                            |                            |                            |                            |                            |

### Finále
| O2 arena, Praha, Česko 14.–15. listopadu 2015 tvrdý – Novacrylic Ultracushion (hala) | |                                                                                    |     |     |     |  |
| \| 1. \| \| Petra Kvitová Anastasija Pavljučenkovová \| 2 6 \| 6 1 \| 6 1 \| \| \| 2. \| \| Karolína Plíšková Maria Šarapovová \| 3 6 \| 4 6 \| \| \| \| 3. \| \| Petra Kvitová Maria Šarapovová \| 6 3 \| 4 6 \| 2 6 \| \| \| 4. \| \| Karolína Plíšková Anastasija Pavljučenkovová \| 6 3 \| 6 4 \| \| \| \| 5. \| \| Karolína Plíšková / Barbora Strýcová Anastasija Pavljučenkovová / Jelena Vesninová \| 4 6 \| 6 3 \| 6 2 \| \| \| Nominace \| \| \| \| \| \| \| \| \| Česko: Petra Kvitová, Karolína Plíšková, Lucie Šafářová, Barbora Strýcová, nehrající kapitán Petr Pála[7] \| \| \| \| \| \| \| \| Rusko: Maria Šarapovová, Jekatěrina Makarovová, Anastasija Pavljučenkovová, Jelena Vesninová, nehrající kapitánka: Anastasija Myskinová[7] \| \| \| \| \| \| \| Podrobnosti \| \| \| \| \| \| \| \| \| Poměr vzájemných střetnutí mezi Českou republikou a Ruskem byl před finále 3:2.[5] \| \| \| \| \| \| | |                                                                                    |     |     |     |  |
| | |                                                                                    | 1.  | 2.  | 3.  |  |
| 1. | | Petra Kvitová Anastasija Pavljučenkovová                                           | 2 6 | 6 1 | 6 1 |  |
| 2. | | Karolína Plíšková Maria Šarapovová                                                 | 3 6 | 4 6 |     |  |
| 3. | | Petra Kvitová Maria Šarapovová                                                     | 6 3 | 4 6 | 2 6 |  |
| 4. | | Karolína Plíšková Anastasija Pavljučenkovová                                       | 6 3 | 6 4 |     |  |
| 5. | | Karolína Plíšková / Barbora Strýcová Anastasija Pavljučenkovová / Jelena Vesninová | 4 6 | 6 3 | 6 2 |  |
| Nominace | |                                                                                    |     |     |     |  |
| | Česko: Petra Kvitová, Karolína Plíšková, Lucie Šafářová, Barbora Strýcová, nehrající kapitán Petr Pála                                  |                                                                                    |     |     |     |  |
| | Rusko: Maria Šarapovová, Jekatěrina Makarovová, Anastasija Pavljučenkovová, Jelena Vesninová, nehrající kapitánka: Anastasija Myskinová |                                                                                    |     |     |     |  |
| Podrobnosti | |                                                                                    |     |     |     |  |
| | Poměr vzájemných střetnutí mezi Českou republikou a Ruskem byl před finále 3:2.                                                         |                                                                                    |     |     |     |  |

## Baráž Světové skupiny
Čtyři týmy, které prohrály v 1. kole Světové skupiny – Austrálie, Itálie, Kanada a Polsko, se v baráži o Světovou skupinu 2016 utkaly se čtyřmi vítěznými družstvy ze Světové skupiny II – Nizozemskem, Rumunskem, Spojenými státy a Švýcarskem. Hrálo se bude 18. a 19. dubna 2015. Podle aktuálního žebříčku ITF byly čtyři nejvýše klasifikované týmy nasazeny.
Itálie, Nizozemsko, Rumunsko a Švýcarsko si výhrami vybojovaly účast ve světové skupině pro rok 2016.
| Baráž Světové skupiny – 18. a 19. dubna | Baráž Světové skupiny – 18. a 19. dubna | Baráž Světové skupiny – 18. a 19. dubna | Baráž Světové skupiny – 18. a 19. dubna | Baráž Světové skupiny – 18. a 19. dubna |
| Místo konání                            | povrch                                  | domácí                                  | výsledek                                | hosté                                   |
| --------------------------------------- | --------------------------------------- | --------------------------------------- | --------------------------------------- | --------------------------------------- |
| Brindisi, Itálie                        | antuka, venku                           | Itálie (1)                              | 3–2                                     | Spojené státy                           |
| 's-Hertogenbosch, Nizozemsko            | antuka, hala                            | Nizozemsko                              | 4–1                                     | Austrálie (2)                           |
| Zelená Hora, Polsko                     | tvrdý, hala                             | Polsko (3)                              | 2–3                                     | Švýcarsko                               |
| Montréal, Kanada                        | tvrdý, hala                             | Kanada (4)                              | 2–3                                     | Rumunsko                                |

## Světová skupina II
Světová skupina II představovala druhou nejvyšší úroveň soutěže. Čtyři vítězné týmy z této fáze postoupily do barážových utkání o účast ve Světové skupině 2016 a poražení pak odehráli baráž o setrvání v této úrovni soutěže v příštím ročníku.
| Světová skupina II – 7. a 8. února          | Světová skupina II – 7. a 8. února | Světová skupina II – 7. a 8. února | Světová skupina II – 7. a 8. února | Světová skupina II – 7. a 8. února |
| Místo konání                                | Povrch                             | Domácí                             | Výsledek                           | Hosté                              |
| ------------------------------------------- | ---------------------------------- | ---------------------------------- | ---------------------------------- | ---------------------------------- |
| Omnisport Apeldoorn, Apeldoorn, Nizozemsko  | antuka, hala                       | Nizozemsko                         | 4–1                                | Slovensko (1)                      |
| Danube Arena, Galați, Rumunsko              | tvrdý, hala                        | Rumunsko (3)                       | 3–2                                | Španělsko                          |
| Helsingborg Arena, Helsingborg, Švédsko     | tvrdý, hala                        | Švédsko                            | 1–3                                | Švýcarsko (4)                      |
| Pilara Tennis Club, Buenos Aires, Argentina | antuka, venku                      | Argentina                          | 1–4                                | Spojené státy (2)                  |

## Baráž Světové skupiny II
Čtyři týmy, které prohrály v 1. kole Světové skupiny II – Argentina, Slovensko, Švédsko a Španělsko, se utkaly 18. a 19. dubna 2015 v baráži o Světovou skupinu II se čtyřmi kvalifikanty z 1. skupin oblastních zón. Bělorusko a Srbsko se k barážovým zápasům kvalifikovaly z evropsko-africké zóny, Japonsko z asijsko-oceánské zóny a Paraguay z americké zóny.
Bělorusko, Srbsko, Slovensko a Španělsko si výhrami vybojovaly účast ve druhé světové skupině pro rok 2016.
| Baráž Světové skupiny II – 18. a 19. dubna | Baráž Světové skupiny II – 18. a 19. dubna | Baráž Světové skupiny II – 18. a 19. dubna | Baráž Světové skupiny II – 18. a 19. dubna | Baráž Světové skupiny II – 18. a 19. dubna |
| Místo konání                               | povrch                                     | domácí                                     | výsledek                                   | hosté                                      |
| ------------------------------------------ | ------------------------------------------ | ------------------------------------------ | ------------------------------------------ | ------------------------------------------ |
| Novi Sad, Srbsko                           | tvrdý, hala                                | Srbsko (1)                                 | 4–1                                        | Paraguay                                   |
| Bratislava, Slovensko                      | antuka, hala                               | Slovensko (2)                              | 4–0                                        | Švédsko                                    |
| Tokio, Japonsko                            | tvrdý, hala                                | Japonsko (3)                               | 2–3                                        | Bělorusko                                  |
| Buenos Aires, Argentina                    | antuka, venku                              | Argentina                                  | 0–4                                        | Španělsko (4)                              |

## Americká zóna

### 1. skupina
- Místo konání: La Loma Sports Centre, San Luis Potosí, Mexiko (tvrdý, venku)
- Datum: 4.–7. února 2015

Blok A
- Brazílie
- Kolumbie
- Chile

Blok B
- Paraguay
- Venezuela
- Mexiko
- Bolívie

Výsledek
- Paraguay postoupila do baráže o účast ve Světové skupině II pro rok 2016
- Chile a  Venezuela sestoupily do 2. skupiny Americké zóny pro rok 2016

### 2. skupina
- Místo konání: Centro Nacional de Tenis, Santo Domingo, Dominikánská republika (tvrdý, venku)
- Datum: 24.–27. června 2015

Blok A
- Barbados
- Ekvádor
- Uruguay

Blok B
- Bahamy
- Kostarika
- Trinidad a Tobago

Blok C
- Dominikánská republika
- Honduras
- Peru

Blok D
- Bermudy
- Guatemala
- Portoriko

Výsledek
- Ekvádor a Peru postoupily do 1. skupiny Americké zóny pro rok 2016

## Zóna Asie a Oceánie

### 1. skupina
- Místo konání: Kantonské olympijské tenisové centrum, Kanton, Čínská lidová republika (tvrdý, venku)

- Datum: 4.–7. února 2015

Blok A
- Hongkong
- Japonsko
- Jižní Korea
- Uzbekistán

Blok B
- Čína
- Tchaj-wan
- Thajsko
- Kazachstán

Výsledek
- Japonsko postoupilo do baráže o účast ve Světové skupině II pro rok 2016
- Hongkong sestoupil do 2. skupiny zóny Asie a Oceánie pro rok 2016

### 2. skupina
- Místo konání: SAAP Tennis Complex, Hajdarábád, Indie (tvrdý, venku)

- Datum: 14.–18. dubna 2015

Blok A
- Filipíny
- Singapur

Blok B
- Turkmenistán
- Kyrgyzstán
- Írán

Blok C
- Indie
- Malajsie
- Pákistán

Blok D
- Indonésie
- Srí Lanka
- Pacifická Oceánie

Výsledek
- Indie postoupila do 1. skupiny zóny Asie a Oceánie pro rok 2016

## Zóna Evropy a Afriky

### 1. skupina
- Místo konání: SYMA Rendezvény és Kongresszusi Központ (Sportovní a kongresové centrum Syma), Budapešť, Maďarsko (hala, tvrdý)

- Datum: 4.–7. února 2015

Blok A
- Rakousko
- Maďarsko
- Srbsko

Blok B
- Velká Británie
- Lichtenštejnsko
- Turecko
- Ukrajina

Blok C
- Bělorusko
- Bulharsko
- Gruzie
- Portugalsko

Blok D
- Belgie
- Chorvatsko
- Izrael
- Lotyšsko

Výsledek
- Srbsko a  Bělorusko postoupily do baráže o účast ve Světové skupině II pro rok 2016
- Lichtenštejnsko a  Rakousko sestoupily do 2. skupiny zóny Evropy a Afriky pro rok 2016

### 2. skupina
- Místo konání: Tere Tenniscentre, Tallinn, Estonsko (tvrdý, hala)

- Datum: 4.–7. února 2015

Blok A
- Bosna a Hercegovina
- Estonsko
- Egypt
- Jižní Afrika

Blok B
- Finsko
- Irsko
- Lucembursko
- Slovinsko

Výsledek
- Estonsko a  Jižní Afrika postoupily do 1. skupiny zóny Evropy a Afriky pro rok 2016
- Irsko a  Lucembursko sestoupily do 3. skupiny zóny Evropy a Afriky pro rok 2016

### 3. skupina
- Místo konání: Bellevue, Ulcinj, Černá Hora (antuka, venku)
- Datum: 13.–18. dubna 2015

Blok A
- Litva
- Kypr
- Island

Blok B
- Černá Hora
- Řecko
- Arménie

Blok C
- Dánsko
- Norsko
- Alžírsko

Blok D
- Moldavsko
- Namibie
- Makedonie
- Mosambik

Výsledek
- Litva a  Dánsko postoupily do 2. skupiny zóny Evropy a Afriky pro rok 2016